# 亨利鎮區 (密蘇里州弗農縣)
亨利鎮區（英語：Henry Township）是位於美國密蘇里州弗農縣的一個行政鎮區。

## 地方資料
亨利鎮區的面積為126.62平方千米，當中陸地面積為125.34平方千米，而水域面積為1.28平方千米。根據2020年美國人口普查的數據，當地共有人口247人，而人口密度為每平方千米1.95人。